# Hauville
Hauville är en kommun i departementet Eure i regionen Normandie i norra Frankrike. Kommunen ligger i kantonen Routot som tillhör arrondissementet Bernay. År 2022 hade Hauville 1 270 invånare.

## Befolkningsutveckling
Antalet invånare i kommunen Hauville
Referens:INSEE